# Vincenzo Calvosa
Vincenzo Calvosa (* 31. ledna 1964 Laino Borgo) je italský římskokatolický duchovní a biskup Vallo della Lucania.

## Život
Narodil se 31. ledna 1964 v Laino Borgo.
Vstoupil do Papežského regionálního semináře sv. Pia X. v Catanzaro. Na Papežské teologické fakultě Jižní Itálie získal licenciát z pastorální teologie. Dne 2. května 1992 byl biskupem Andrea Mugionim vysvěcen na kněze a inkardinován do diecéze Cassano all'Jonio. Stal se farářem u svatého Mikuláše v Nocaře a farním vikářem v Rocca Imperiale. Od roku 1996 měl na starost diecézní úřad pro pastorační povolání a roku 2006 byl převeden do úřadu pro sport a volný čas.
Od roku 2016 byl biskupským vikářem pro ekonomiku. Před biskupským jmenováním působil také ve farnosti v Trebisacce. Dne 5. dubna 2023 jej papež František ustanovil biskupem Vallo della Lucania. Biskupské svěcení přijal 3. června z rukou biskupa Francesca Savino a spolusvětiteli byli arcibiskup Ciro Miniero a biskup Francesco Oliva. Do úřadu byl slavnostně uveden 24. června.